# 乙基香兰素
乙基香兰素（英語：Ethyl Vanillin）是淡黄色或白色针状结晶，分子式 C9H10O3。

## 制备
乙基香兰素可以从邻苯二酚开始合成。邻苯二酚被乙基化成邻乙氧基苯酚 (1)。该醚与乙醛酸缩合得到相应的扁桃酸衍生物 (2)，经过氧化 (3) 和脱羧，最终生成乙基香兰素 (4)。

## 用途
作为一种调味剂，乙基香兰素的效果约为香兰素的三倍，用于生产巧克力。
乙基香兰素分子彻底改变了嗅觉艺术的设计和美学。艺术家雅克·嬌蘭（Jacques Guerlain）将大量的乙基香兰素添加到一瓶Jicky香水中，为香水之家嬌蘭的旗舰香水创造主调，也就是Shalimar。这是合成分子的最早用途之一，使嗅觉艺术家摆脱了天然材料的限制。